# Alenka Lena Klopčič
Alenka Lena Klopčič, slovenska publicistka, novinarka, urednica in pisateljica, * 15. julij 1981, Ljubljana
Leta 2004 je postala novinarka spletne strani Energetika.NET, kjer je zdaj urednica in direktorica. 

### Šola in študij
Obiskovala je OŠ v Dravljah ter Gimnazijo Moste, diplomirala je na Visoki komercialni šoli Celje, magistrirala pa na Fakulteti za komercialne in poslovne vede in Fakulteti za državne in evropske študije.

## Nagrade in priznanja
- Slovenka leta 2018 - nominacija

### Romani
- Girls' lives in letters : Emma and Samira. Eko knjiga, 2011

### Slikanice
- Črt in Lena. samozal., 2010.
- Hišek in Sonček. Energetika.NET, 2011.
- ŽUMBAR, Alenka, KLOPČIČ, Tomaž. Pi, the last polar bear. Ekoknjiga, 2010.
- Zaljubljeni deževnik Martin. samozal., 2010

### Kratka proza
- ŽUMBAR, Alenka, KLOPČIČ, Tomaž. Drugačna zgodba o hrastu. samozal., 2010.
- Nosorog Jani je hotel leteti. Debora, 2009.
- Poredni veveriček Danček. Debora, 2009.
- Vigo išče dom. Debora, 2008.

### Dokumentarna literatura
- Od Samsa do Bakuja. 1. izd. Eko knjiga, 2011.